# Blastothrix gurselae
Blastothrix gurselae is een vliesvleugelig insect uit de familie Encyrtidae. De wetenschappelijke naam is voor het eerst geldig gepubliceerd in 2004 door Japoshvili & Karaca.